# Cathédrale Saint-Nicolas de Newcastle upon Tyne
Cette  cathédrale ne doit pas être confondue avec une autre cathédrale de Newcastle upon Tyne.
 D’autres cathédrales portent le nom de cathédrale Saint-Nicolas.
La cathédrale Saint-Nicolas de Newcastle upon Tyne est une cathédrale de l'Église d'Angleterre située à Newcastle upon Tyne, en Angleterre. 
Elle est le siège de l'évéché de Newcastle et l'église mère du diocèse de la ville, le diocèse le plus septentrional de l'Église anglicane en Angleterre, qui s'étend de la rivière Tyne au nord jusqu'à Berwick-upon-Tweed et à l'ouest jusqu'à Alston en Cumbria. La cathédrale de Newcastle est le deuxième bâtiment religieux le plus haut de Newcastle et la sixième plus haute structure de la ville tous bâtiments confondus.

## Histoire

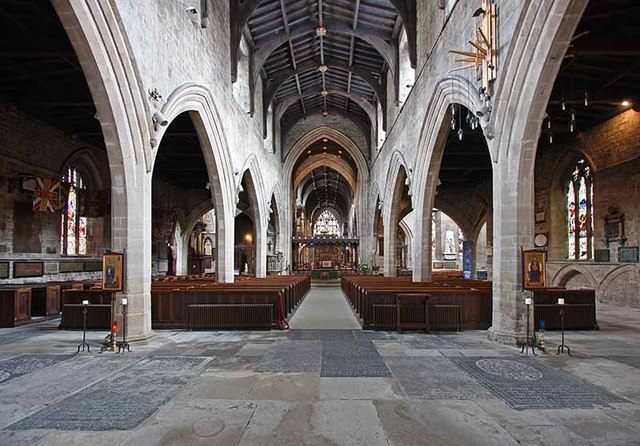
Vue de la nef, en direction de la fenêtre est.

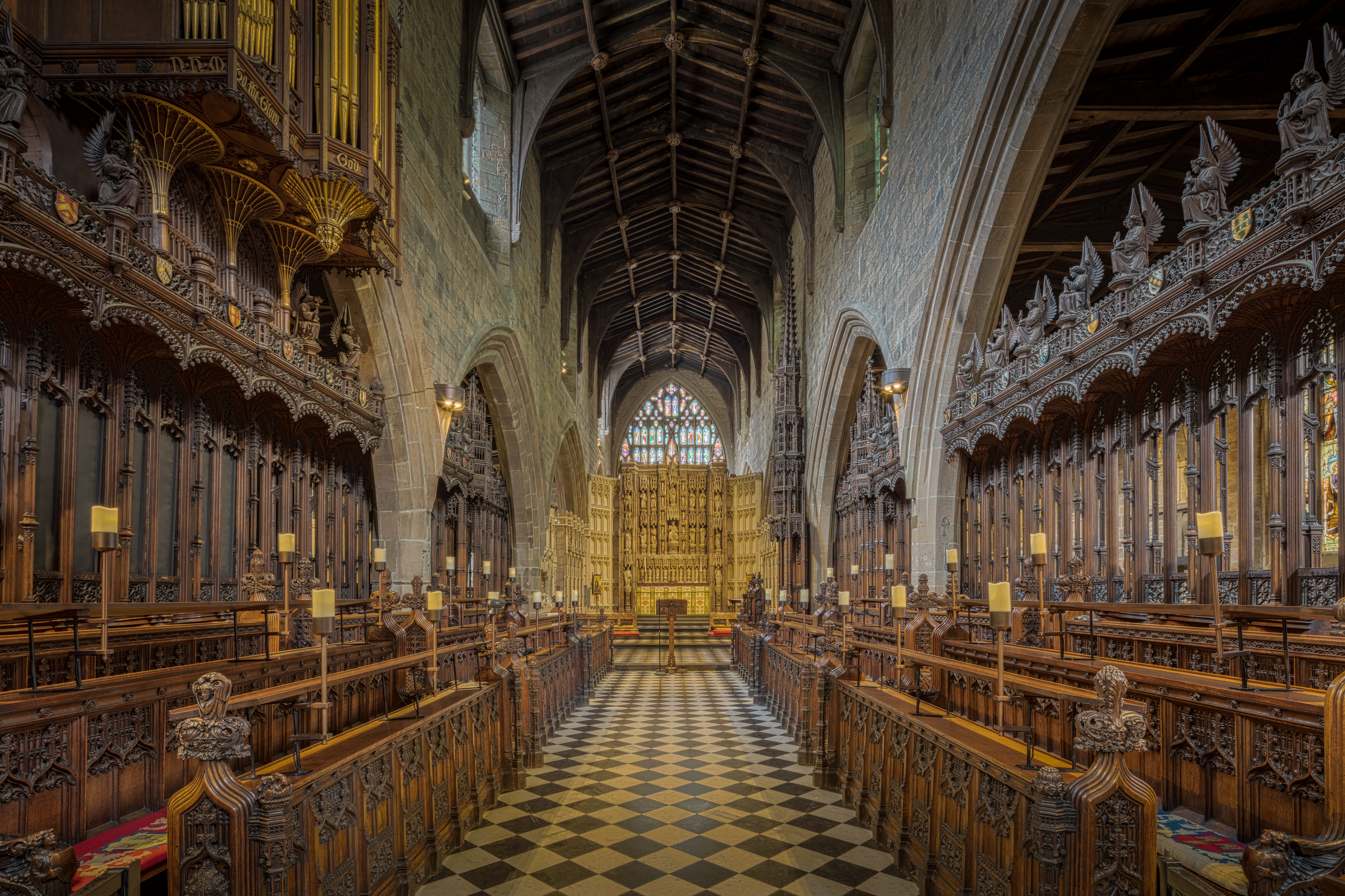
Le chœur.

La cathédrale est nommée d’après saint Nicolas, le saint patron des marins et des bateaux. Cela peut faire écho à la position de la cathédrale sur les hauteurs nord au-dessus de la Tyne. C'était à l'origine une église paroissiale, construite en 1091. Elle a été édifiée près du mur d'Hadrien passant par Newcastle qui a peut-être traversé le cimetière au sud. Malheureusement son emplacement exact près du centre-ville est actuellement perdu. 
Au sud de la cathédrale se trouve le château de Newcastle qui a donné son nom à la ville (castle signifiant « château » en anglais) et qui a été construit sur le site du fort attenant au mur d'Hadrien de Pons Aelius (en).
L'église normande a été détruite par un incendie en 1216 et la structure actuelle a été achevée en 1350.
Le titulaire le plus célèbre de la chaire de la cathédrale est l'écossais réformateur John Knox, ministre du culte, de la fin de 1550 au 2 février 1553.
Au milieu du XIXe siècle, Newcastle a connu une énorme augmentation de sa population, conduisant à la construction de plus de 20 nouvelles églises dans la banlieue. Au fur et à mesure de cette croissance, la création d'un diocèse séparé de celui de Durham a été nécessaire et en 1882 le diocèse de Newcastle fut créé, avec Saint-Nicolas comme cathédrale. Newcastle a été élevée au statut de ville la même année.
La cathédrale est remarquable pour sa flèche originale en forme de lanterne, construite en 1448. Pendant des centaines d'années, elle a été un repère pour la navigation, utilisée par les navires naviguant sur la Tyne. À sa base, la tour mesure 11,20 m par 11 m et 59,89 m de la base au sommet du clocher.
Sur chaque coin de la lanterne se trouvent des statues dorées, d'Adam croquant la pomme, Eve tenant la pomme, Aaron habillé en évêque et David tenant une harpe . À la suite de travaux dans la rue dans les années 1860, la tour se fissurait et s'inclinait, alors deux porches ont été ajoutés pour étayer la structure. Depuis, la tour a retrouvé son assise
L'intérieur de l'église a été gravement endommagé par les envahisseurs écossais pendant leur brève occupation de la ville en 1640. En 1644, pendant un siège de neuf semaines, les envahisseurs écossais ont menacé de bombarder la tour lanterne, mais ont été dissuadés lorsque le maire Sir John Marley y a enfermé ses prisonniers écossais.
La tour a été réparée en septembre 1645, 1723 et 1761. Un paratonnerre a été ajouté en 1777.
En 2020, la cathédrale est fermée aux visiteurs en raison de la pandémie de COVID-19. Cependant, les travaux de construction du projet patrimonial « Common Ground in Sacred Space » se poursuivent. L'extrémité est de la cathédrale était auparavant restée en service et était autrefois accessible via une cour sur le côté nord du bâtiment. Les travaux actuels consistent à enlever les bancs, à installer le chauffage par le sol, à restaurer et re-poser jusqu'à 130 pierres tombales, à améliorer les jardins de la cathédrale et à ajouter une entrée est au bâtiment.

## Cloches
La tour contient un ensemble complet de douze cloches, la cloche ténor qui pèse près de deux tonnes, trois cloches du XVe siècle, dont l'une, "Saint Nicolas", est sonnée pour les services quotidiens. L'ajout d'une deuxième cloche tierce (nommée "Gabriel") en 1999 a permis de faire sonner un son plus léger de dix cloches.
Parmi les cloches, un bourdon ('The Major') de près de six tonnes est suspendu pour un meilleur balancement. La cathédrale de Newcastle est le deuxième plus haut édifice religieux de Newcastle et la sixième plus haute structure de la ville dans son ensemble.

## Caractéristiques intérieures notables

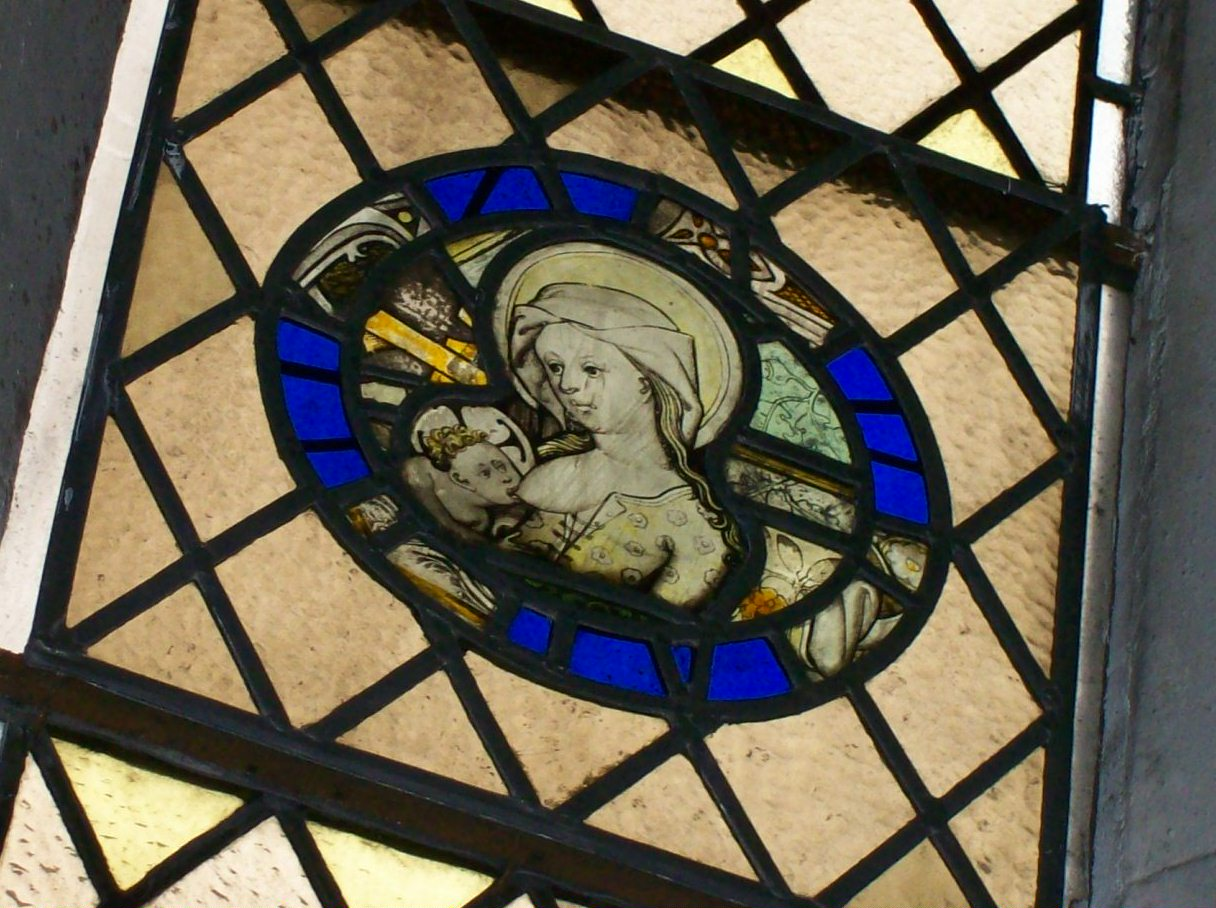
Vierge médiévale à l'enfant dans la chapelle Sainte-Marguerite.

Le mobilier de la nef a été conçu par l'artiste et artisan local Ralph Hedley au début du XXe siècle, après que l'église paroissiale de Saint-Nicolas est devenue une cathédrale en 1882. Le maître-autel représente le Christ en majesté tenant un orbe et un sceptre, flanqué des quatre évangélistes chacun avec son symbole particulier.
À l'intérieur de la cathédrale, un monument en marbre finement sculpté commémore l'amiral Lord Collingwood (1748–1810) qui prit le commandement de la bataille de Trafalgar (21 octobre 1805) après la mort de l'amiral Lord Nelson. Collingwood a été baptisé et marié à Saint-Nicolas et chaque année, le 21 octobre, une gerbe est déposée à sa mémoire devant le monument.
La cathédrale renferme de beaux vitraux. Une grande partie des vitraux d'origine ont été brisés pendant la guerre civile et la plupart datent maintenant du XVIIIe siècle. La chapelle Sainte-Marguerite contient le seul fragment connu de vitrail médiéval de la cathédrale, une belle rosace de la Madone nourrissant le Christ Enfant. Des vitraux plus modernes, tels ceux de la chapelle Saint-Georges, ont été érigés en l'honneur de deux des pionniers industriels de Tyneside de la fin du XIXe siècle et du début du XXe siècle, qui sont tous deux morts en 1931 à quelques semaines d'intervalle. D'autres références à l'industrie peuvent être trouvées dans les vitraux de la cathédrale, même dans le vitrail de Charles Parsons qui représente le «Turbinia», le premier yacht à vapeur à turbine, avec lequel Parsons a surpassé la Queen's Navy lors de la revue navale Spithead en 1897.
La cathédrale contient un certain nombre de mémoriaux, le plus ancien étant une effigie du XIIIe siècle d'un chevalier inconnu, probablement un membre de la maison d'Édouard Ier. C'est l'un des objets les plus anciens de la cathédrale. Un autre est le "Thornton Brass", un cuivre gravé monumental dédié à Roger Thornton et sa femme. Thorton était un marchand prospère, trois fois maire de Newcastle, plusieurs fois député et grand bienfaiteur de la cathédrale. C'est l'un des plus beaux exemples de cuivre gravé flamand, il date d'au moins 1441 (peut-être avant 1429) ; on pense qu'il s'agit du plus grand cuivre du Royaume-Uni. À l'origine, il recouvrait la tombe de Thornton dans la All Saints Church. Cette commémoration à Thornton, sa femme, sept fils et sept filles est fixée verticalement derrière le maître-autel. Une réplique horizontale est conservée près de la porte nord de la cathédrale à des fins de « frottage de laiton ».
Juste au nord de la cathédrale se trouve une statue en bronze de la reine Victoria érigée pour commémorer les 500 ans de la Shrievalty (la juridiction d'un shérif) de Newcastle. Sculptée par Alfred Gilbert et dévoilée en 1903, deux ans après la mort de la reine Victoria. La statue est un cadeau de WH Stephenson, un chef d'entreprise et homme politique qui a occupé sept fois le poste de maire à Newcastle.

## Doyens et chapitre
Depuis le 8 août 2019 :
- Doyen - Geoff Miller (depuis l'installation du 20 octobre 2018).
- Canon pour la musique et la liturgie (ie precentor) - Clare MacLaren (depuis le 11 octobre 2015)[12].
- Canon pour la sensibilisation et le discipulat (c.-à-d.  chancelier) - Peter Dobson (depuis décembre 2019)[13].
- Archidiacre du Northumberland - Mark Wroe (depuis l'installation du 24 mars 2019)[14]
- Canon diocésain — vacant depuis le 28 février 2019 retirement of Canon for Evangelism (Diocesan Advisor in Local Evangelism & Mission)[15].

## Musique

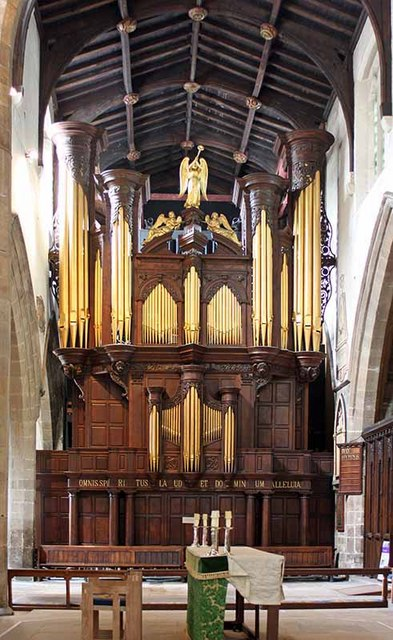
L'orgue T C Lewis — Harrison — Nicholson à Newcastle Cathedral.

La cathédrale a une forte tradition musicale. 
En 1503, jeune fille de treize ans, la Princesse Margaret, fille de Henry VII, fiancée avec James IV d'Écosse, en passant par Newcastle sur son chemin vers le nord, a noté dans son journal un certain nombre d'enfants en surplis « qui chantaient des hymnes mélodieux, s'accompagnant d'instruments de toutes sortes ».
Plus tard, le compositeur baroque Charles Avison (1709–1770) est organiste et chef de chœur à l'église
Le chœur de la cathédrale a été présenté sur le « Choral Evensong » de BBC Radio 3 et a joué avec le Northern Sinfonia à The Sage Gateshead. Il a également enregistré des CD.
La cathédrale abrite un bel orgue, un grand orgue à quatre claviers construit par Lewis & Co bien que reconstruit plusieurs fois depuis, notamment par Harrison & Harrison en 1911 et 1954 et par Nicholson & Co. de Worcester en 1981.